# マルクス・アウレリウス・スカウルス
マルクス・アウレリウス・スカウルス（ラテン語: Marcus Aurelius Scaurus、紀元前151年/150年-紀元前105年）は、紀元前2世紀後期の共和政ローマの政治家・軍人。紀元前108年に補充執政官（スフェット・コンスル）を務めた。

## 出自
スカウルスはプレブス（平民）であるアウレリウス氏族である。氏族最初の執政官はガイウス・アウレリウス・コッタで、紀元前252年のことであった。いわゆるノビレス（新貴族）の氏族でありが、紀元前1世紀中頃にはセルウィルス氏族やカエキリア氏族と並ぶ有力プレブス氏族となっていた。
スカウルスのコグノーメン（第三名、家族名）が最初に確認できるのは、紀元前186年のプラエトルでサルディニア属州総督を務めたガイウス・アウレリウス・スカウルスである。カピトリヌスのファスティの欠損により、スカウルスの父および祖父の名前は不明である。しかし、紀元前118年の造幣官と本記事のスカウルスが同一人物であれば、父の名前はマルクスである。

## 経歴
スカウルスが生まれたのは、紀元前151年または紀元前150年と推定されている。紀元前118年には造幣官を務めた可能性がある。また、法務官ルキウス・ウァレリウス・フラックスが何れかの属州総督を務めた際に、その下でクアエストル（財務官）となった。この語スカウルスはフラックスを権力乱用で告訴しようとしたが、上司を告訴することはローマの慣習に反するとして許されなかった。この事件がいつのことか、またフラックスがどの属州の総督であったかは不明であるが、ブロートンは紀元前117年と推定しており、サムナーは紀元前120年としている。
ウィッリウス法の規定から逆算して、スカウルスは遅くとも紀元前111年には法務官に就任したはずである。紀元前108年の執政官に当選したルキウス・ホルテンシウスは就任前に裁判にかけられ有罪となった。このため、補充執政官選挙が実施され、スカウルスが当選した。現代の研究者はもうひとりの執政官セルウィウス・スルピキウス・ガルバの支援が大きかったと考えている。ガルバの父と曽祖父も執政官を務めたが、そのときの同僚がアウレリウス氏族の人物であった（紀元前144年のセルウィウス・スルピキウス・ガルバとルキウス・アウレリウス・コッタ、紀元前200年のプブリウス・スルピキウス・ガルバ・マクシムスとガイウス・アウレリウス・コッタ）ことから、両氏族は友好関係にあったと考えられる。執政官としてのスカウルスの業績は知られていない。
紀元前105年、スカウルスは執政官グナエウス・マッリウス・マクシムスが率いる軍のレガトゥス（軍団副司令官）となった。ローマ軍はゲルマン人のキンブリ族からガリア・トランサルピナを防衛するために派遣された。スカウルスは分遣隊の一つを率いて、本隊から離れたアウラシオに駐屯したが、最初に攻撃を受けて壊滅した。スカウルスは捕虜となった。スカウルスはキンブリ族の指導者たちの評議会に連行されたが、2世紀の歴史家グラニウス・リキニアヌスは「彼はそのような偉大な名誉を持っていたローマ人にふさわしくないことを何もしなかったし、何も言わなかった」。リウィウスによると、スカウルスはキンブリ族にローマの無敵性を説き、ローマと戦争しないよう説得しようとした。そのため、「ボイオリックスという名の凶暴な若者」が彼を殺害した 。ローマ軍は、数日後のアラウシオの戦いで敗北、全滅した。

## 知的活動
キケロは、その『ブルトゥス』の中で、スカウルスを弁論家としてリストアップしている。キケロによれば、スカウルスは「あまり回数は多くないが洗練された演説をした。また、特にそのラテン語には品位があった」。

## 子孫
フラックスを裁判にかけようとしたのは、本記事のスカウルスではなく、その息子との説もある。この場合、息子スカウルスは紀元前104年か紀元前103年に財務官であり、その上司の法務官フラックスとは紀元前100年の執政官ルキウス・ウァレリウス・フラックスということになる

## 参考資料

### 古代の資料
- ウァレリウス・マクシムス『有名言行録』
- グラニウス・リキニアヌス『ローマ史』
- ティトゥス・リウィウス『ローマ建国史』
- マルクス・トゥッリウス・キケロ『ブルトゥス』
- マルクス・トゥッリウス・キケロ『カエキリウス訴追者決定弁論』

### 研究書
- Joseph Hilarius Eckhel, Doctrina Numorum Veterum (The Study of Ancient Coins, 1792–1798).
- Korolenkov A., Smykov E. Sulla. - M .: Molodaya gvardiya, 2007 .-- 430 p. - ISBN 978-5-235-02967-5 .
- Sergeenko M. Life of Ancient Rome. - M.-L .: Nauka, 1964. - 336 p.
- Broughton R. Magistrates of the Roman Republic. - New York, 1951. - Vol. I. - P. 600.
- Klebs E. Aurelius 214 // Paulys Realencyclopädie der classischen Altertumswissenschaft . - 1896. - Bd. II, 2. - Kol. 2524.
- Klebs E. Aurelius 215 // Paulys Realencyclopädie der classischen Altertumswissenschaft . - 1896. - Bd. II, 2. - Kol. 2524-2525.
- Münzer F. Sulpicius 59 // Paulys Realencyclopädie der classischen Altertumswissenschaft . - 1931. - Bd. II, 7. - Kol. 767-768.
- Sumner G. Orators in Cicero's Brutus: prosopography and chronology. - Toronto: University of Toronto Press, 1973 .-- 197 p. - ISBN 9780802052810 .